# Tuni
Tuni é uma cidade e um município no distrito de East Godavari, no estado indiano de Andhra Pradesh.

## Geografia
Tuni está localizada a 17° 21′ N, 82° 33′ L. Tem uma altitude média de 14 metros (45 pés).

## Demografia
Segundo o censo de 2001, Tuni tinha uma população de 50 217 habitantes. Os indivíduos do sexo masculino constituem 49% da população e os do sexo feminino 51%. Tuni tem uma taxa de literacia de 64%, superior à média nacional de 59,5%: a literacia no sexo masculino é de 69% e no sexo feminino é de 58%. Em Tuni, 12% da população está abaixo dos 6 anos de idade.